# Bousculade de Gowari
La bousculade de Gowari est survenue le 23 novembre 1994 à Nagpur, en Inde, lors de laquelle 114 personnes de la communauté de Gowari (en) ont été tuées et 500 autres blessées. La police de Nagpur (en) tentait de disperser près de 50 000 manifestants de Gowari à l'aide d'une charge de matraque, mais cela a créé la panique et déclenché une bousculade parmi les manifestants. Les Gowaris sont un groupe ethnique de l'Inde centrale et sont principalement présents à Nagpur. La majorité des victimes étaient des femmes et des enfants qui ont été écrasés à mort sous les pieds de la foule alors qu'ils se précipitaient pour échapper à la ligne de police. Certains ont été victimes de perçage de fil de fer barbelé alors qu'ils escaladaient de hautes clôtures pour s'échapper. Le gouvernement de l'État du Maharashtra a nommé la Commission de justice SS Dani à un seul homme pour enquêter sur l'événement, mais elle n'a tenu personne responsable et a qualifié la tragédie de "malheureuse". La Commission a justifié l'action policière de matraque pour contrôler une foule aussi nombreuse. La commission a également dégagé le ministre en chef de l'État, Sharad Pawar (en), et le reste du gouvernement de toute responsabilité dans l'incident. Le ministre du développement tribal du Maharashtra Madhukar Pichad a démissionné plus tard, acceptant la responsabilité morale de la tragédie.

## Bousculade
Chaque année, la session d'hiver de l'assemblée législative du Maharashtra (en), Vidhan Sabha, se tient à Vidhan Bhavan (en), à Nagpur. Depuis un certain temps, la communauté Gowari demandait le statut de tribu répertoriée (en) pour profiter des avantages des réservations dans les emplois gouvernementaux et l'éducation. Le 23 novembre 1994, les manifestants de Gowari, dirigés par Gowari Sanghatana, tentaient d'atteindre Vidhan Bhavan et de présenter leurs revendications au gouvernement de l'État. La police de Nagpur avait auparavant interdit toutes les marches de protestation pendant la session d'hiver de l'assemblée. La police de Nagpur a arrêté la marche de 50 000 manifestants au Collège des arts et des sciences sociales Vasantrao Naik de Nagpur (collège Morris). Cependant, aucun responsable du gouvernement ne s'est présenté pour parler avec les manifestants et le ressentiment a grandi. Des troubles ont commencé parmi la foule alors qu'ils tentaient de briser les barricades de la police. La police a donné des avertissements répétés pour maintenir l'ordre, mais la situation devenait incontrôlable. Le ministre en chef Sharad Pawar avait déjà pris l'avion pour Bombay après avoir terminé la session du jour. A 17 h 30, une voiture avec un feu rouge au sommet est arrivée et les manifestants à l'avant se sont précipités vers elle. Ils ont supposé qu'un ministre était arrivé pour prendre leur pétition. Cependant, la police a craint des ennuis et a commencé à brandir des matraques pour repousser les manifestants. Cela les a initialement poussés à battre en retraite, mais la nouvelle de l'attaque de la police s'est répandue, provoquant une panique, les manifestants essayant de s'enfuir. Les femmes et les enfants qui faisaient partie de la marche de protestation ont été pris au milieu du chaos. Ils ont été piétinés et asphyxiés sous les pieds de manifestants qui couraient. Au total, 114 personnes ont perdu la vie dans la tragédie. Les autopsies effectuées sur les victimes ont conclu que leur décès avait été causé par une asphyxie traumatique. Ils étaient le résultat d'une compression thoracique et d'une obstruction du système respiratoire.

## Enquête
Peu de temps après la tragédie, le gouvernement du Maharashtra a nommé une commission unique (le juge SS Dani) pour enquêter sur les causes de la tragédie. Pendant ce temps, la coalition d'opposition Bharatiya Janata Party-Shiv Sena a immédiatement profité politiquement de cette tragédie et elle est devenue l'un des facteurs de la perte du Congrès national indien des élections d'État de 1995. Après de nombreuses prolongations, la Commission Dani a finalement déposé son rapport en mars 1998 et n'a trouvé personne responsable. Il a noté que Pawar n'était pas au courant de la manifestation ayant lieu à l'extérieur de Vidhan Bhawan ni de la nature des demandes des manifestants. Pawar, qui était alors chef de l'opposition au Lok Sabha, avait initialement déclaré qu'il craignait que le gouvernement de l'État ne tente de le piéger en modifiant le rapport de la commission. La commission a conclu que la police avait eu raison d'engager une charge à la matraque contre la foule en effervescence afin de maintenir l'ordre pendant la séance de l'assemblée. Il a également noté que presque tous les décès étaient dus à des personnes piétinées sous les pieds de la foule en fuite et souffrant d'asphyxie, et non à cause de blessures causées par la charge de matraque. Cependant, la commission a suggéré que les canons à eau et les balles en caoutchouc aurait pu être utilisé en premier et que la police ne devrait procéder à des inculpations à la matraque qu'en dernier recours, après avoir donné deux avertissements. La Commission a basé son rapport sur des déclarations faites par la presse locale et des photographes ainsi que des témoins indépendants sur le site. Le gouvernement dirigé par le Bharatiya Janata Party-Shiv Sena a rapidement rejeté le rapport.
Le ministre en chef Manohar Joshi (en) a déclaré : "N'importe lequel d'entre eux allant parler aux manifestants aurait pu éviter le drame".

## Situation actuelle

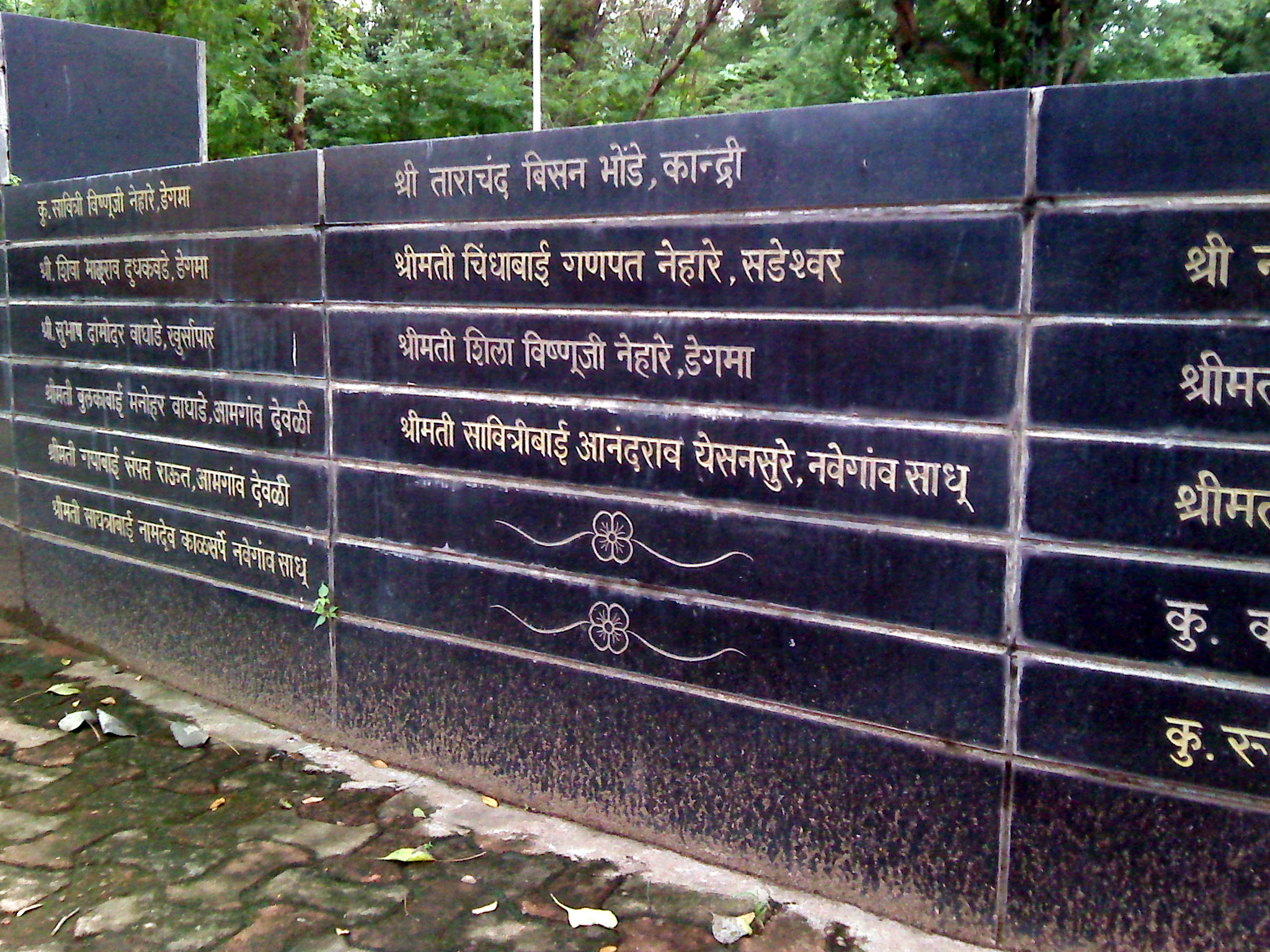
Noms des victimes au mémorial.

Après son arrivée au pouvoir, le gouvernement dirigé par le Bhartiya Janata Party-Shiv Sena avait annoncé une catégorie Special Backward Caste (SBC) pour 47 de ces communautés avec 2% de réserves dans l'éducation et les emplois gouvernementaux. Cependant, la décision de la Cour suprême de l'Inde selon laquelle les quotas de réservation ne peuvent pas dépasser 50 pour cent a créé des problèmes juridiques pour les quotas SBC. Les efforts politiques visant à assimiler 2 % de SBC dans le cadre des quotas déjà existants de tribus ou d'autres classes en retard (OBC) se sont heurtés à une vive opposition de la part du lobby de leurs législateurs respectifs. Après avoir perdu les élections de 2004 de l'Assemblée législative du Maharashtra (en), le Bhartiya Janata Party semble avoir perdu tout intérêt pour l'incident de Gowari. Le problème de Gowari a fait surface périodiquement pendant les sessions d'assemblage. Le 15 août 2018, le tribunal de Nagpur de la Haute Cour de Bombay a décidé que la communauté Gowari du Maharashtra devrait bénéficier des avantages de la catégorie Tribus répertoriées (ST), soulignant que les Gowaris étaient classés comme une tribu il y a plus de cent ans dans les archives de Inde britannique.
Un monument a été construit dans le centre de Nagpur pour commémorer ceux qui sont morts dans cette tragédie. En outre, le survol de Sitabuldi a été nommé survol d'Aadivasi Gowari Shahid.